# Primeiro Jornal
Primeiro Jornal (estilizado como 1º Jornal) foi um telejornal matinal brasileiro, produzido e exibido pela Rede Bandeirantes, que vai ao ar diariamente. Estreou em 11 de abril de 2005, então sob o comando de Fernando Vieira de Mello Filho. Foi exibido até 2 de maio de 2014, sendo sucedido por Café com Jornal. Em 16 de março de 2020, depois da extinção do Café com Jornal, o Primeiro Jornal voltou à programação da emissora. Foi exibido até 4 de outubro de 2024, quando o horário foi substituído pela reprise da série Breaking Bad culminando na sua extinção pela segunda vez.

## História
O telejornal entrou no ar pela primeira vez em 2005, como uma maneira de reforçar o jornalismo da emissora lançando este telejornal matinal, brigando com a concorrência nas primeiras horas do dia (das 7h às 8h) e com a apresentação de Fernando Vieira de Mello Filho. Estiveram ao lado dele, nesse período, Camila Busnello, Nadja Haddad e Millena Machado, além de colunistas como Karyn Bravo (tempo), Fernando Mitre (política) e Joelmir Beting (economia) Em 2009, o telejornal perdeu 30 minutos de duração, cedendo espaço para o São Paulo Acontece, em uma estratégia da Band em deixar as notícias mais ágeis.
Em 2010, Fernando Vieira de Mello deixou a Band e Millena Machado passou a apresentar o telejornal de forma interina até a contratação de Luciano Faccioli, que viria a estrear no dia 13 de outubro.
Em 2012, Luciano Faccioli passou a ter a companhia de Patrícia Maldonado na apresentação, além de uma nova identidade visual, a fim de melhorar os índices de audiência do telejornal 
Devido a baixa audiência, sua primeira fase teve sua última exibição em 2 de maio de 2014, sendo substituído pelo Café com Jornal. Algumas afiliadas da Band como a RBA TV, TV Tarobá e TV Tribuna não exibiam o telejornal devido a programação local.
Em março de 2019, foi anunciada a reestreia prevista para abril, com a apresentação de Joel Datena e Joana Treptow, em substituição ao Café com Jornal, mas depois de problemas com a produção, a emissora desistiu do formato e lançou um telejornal local para São Paulo, com Joel Datena.
Em fevereiro de 2020, a emissora anunciou em definitivo a reestreia prevista para 16 de março, e agora como um telejornal para as madrugadas da emissora, com a apresentação de João Paulo Vergueiro.
Em 9 de maio de 2022, o jornal passou a ser exibido em rede por vários veículos do Grupo Bandeirantes – Band, BandNews TV, Rádio Bandeirantes, AgroMais, Terraviva e Rede 21, como parte do processo de integração do grupo.
Em 2023, João Paulo Vergueiro deixou o comando do jornal para apresentar a nova versão do Brasil Urgente no Rio de Janeiro. Ele foi substituído temporariamente por Maiara Bastianello. Posteriormente, o jornal passou a ser apresentado, em esquema de revezamento, pelos apresentadores Gustavo Carvalho e Israel Goldenstein, ambos do BandNews TV.
Em 2024, a emissora anunciou o fim do Primeiro Jornal pela segunda vez. O horário do telejornal foi substituído pela reprise da série americana Breaking Bad e pela transmissão de um horário alugado á Igreja. Durante o horário das 6h da manhã, a rede transmite de forma simultânea a programação do BandNews TV.